# Calvo Sotelo (Schiff)
Die Calvo Sotelo war ein Kanonenboot der spanischen Marine. Das Schiff war ursprünglich im Auftrag der mexikanischen Regierung als Zacatecas bei der Werft Echavarietta y Larrinaga in Cádiz als bewaffneter Truppentransporter am 29. November 1933 auf Kiel gelegt worden. Der Stapellauf erfolgte am 27. August 1934. Nach Ausbruch des spanischen Bürgerkriegs fiel das noch unfertige Schiff am 18. Juli 1936 in Cádiz in die Hände der Nationalisten, die das Schiff übernahmen und es (nach dem „ersten Märtyrer“ der Franco-Revolution) in José Calvo Sotelo umbenannten. Die Endausrüstung der Calvo Sotelo war indessen erst im Sommer 1938 abgeschlossen, weswegen das Kanonenboot erst ab diesem Zeitpunkt zum Einsatz gelangte. Die Calvo Sotelo überstand die Kampfhandlungen und wurde 1952 zur Reserveflotte versetzt. 1957 wurde das Schiff aus dem Register gestrichen, die Abwrackung erfolgte 1958.

## Technische Aspekte
Die Calvo Sotelo war maximal 92,40 Meter lang und 12,20 Meter breit. Der Tiefgang lag in voll ausgerüstetem Zustand bei 3,50 Meter. Die maximale Wasserverdrängung lag bei 2.400 ts. Die eingebaute Maschinenanlage, bestehend aus zwei ölbefeuerten Yarrow-Kesseln und zwei Parsons-Getriebeturbinen, die zwei Wellen ansteuerten, leistete maximal 6.500 WPS und ermöglichte dem Kanonenboot eine Höchstgeschwindigkeit von 18,5 kn (etwa 34 km/h). Mit einem vollen Ölvorrat von 138 Tonnen besaß das Schiff eine Reichweite etwa 3000 Seemeilen, wobei dann aber nur mit einer sparsameren Höchstfahrt von 15 Knoten gefahren werden durfte. Als Truppentransporter hätte das Schiff insgesamt 500 Soldaten sowie 60 Pferde transportieren können sollen.
Die ursprüngliche Bewaffnung hätte gemäß der Planungsvorgaben, als das Schiff noch als Truppentransporter vorgesehen war, aus zwei 102-mm-Geschützen sowie zwei 57-mm-Kanonen britischer Provenienz sowie vermutlich vier schweren 13,2-mm-Fla-Maschinengewehren bestehen sollen. Nach Ausbruch des Bürgerkrieges und nach der Konvertierung des Schiffes zu einem Kanonenboot wurde die Bewaffnung deutlich verstärkt und bestand bei Indienstnahme aus vier einzeln lafettierten 120-mm-Geschützen, zwei deutschen 88-mm-Kanonen (diese Geschütze waren im Rahmen der deutschen Unterstützung der spanischen Nationalisten geliefert worden) und drei italienischen 20-mm-Flak von Breda; zwischen 1941 und 1943 wurden diese italienischen Muster durch drei deutsche 20-mm-Flak ersetzt. Diese vergleichsweise starke Bewaffnung soll allerdings wegen des entsprechenden Gewichtes eine gewisse Topplastigkeit bedingt haben.  Spätestens 1943 wurde die Bewaffnung deutlich reduziert, da das Schiff ab diesem Zeitpunkt nur mehr als Depotschiff und Tender für Schnellboote eingesetzt wurde.

## Geschichte
Nach der Indienstnahme der Calvo Sotelo im August 1938, erster Kommandant des Schiffes war Capitán de Corbeta Alejandro Molins Soto, kam das Kanonenboot ab September 1938 zunächst bei der Sicherung der Straße von Gibraltar zum Einsatz. In der Nacht des 29. zum 30. Dezember 1938, gegen 0:45 Uhr, stellte das Kanonenboot hierbei, zusammen mit den Küstenwachschiffen Xauen und Arcila und den Minenlegern Marte, Júpiter und Vulcano, den republikanischen Zerstörer José Luis Díez in britischen Gewässern vor Gibraltar. Der republikanische Zerstörer wurde von seiner Besatzung, nachdem er in einem unübersichtlichen Nachtgefecht erhebliche Schäden erlitten hatte, in der Catalan Bay auf Grund gesetzt und nachfolgend bis zum Ende des spanischen Bürgerkrieges von den britischen Behörden interniert. (Die Crew des Zerstörers wurde vom britischen Zerstörer Vanoc abgeborgen, später allerdings von britischer Seite aus an die Nationalspanier überstellt.)
Im Januar 1939 folgte eine Beschießungsmission gegen die noch von den republikanischen Kräften gehaltenen Küstenorte La Mamola, Castell de Ferro und Adra. Das Kanonenboot, das gemeinsam mit dem Hilfskreuzer Rey Jaime II operierte, feuerte dabei etwa 60 bis 70 Granaten vom Kaliber 120 mm ab. Nach dem Ende des Bürgerkrieges im April 1939 wurde die Calvo Sotelo zunächst in Málaga stationiert.
Zwischen Dezember 1939 und Mai 1941 wurde das Kanonenboot im Kolonialdienst in Spanisch-Guinea eingesetzt, bedingt durch die Neutralität Spaniens im Zweiten Weltkrieg sah die Calvo Sotelo während des Zweiten Weltkrieges keine Verwicklungen in Kriegshandlungen. 1943 erfolgte der Umbau des Schiffes zu einem Depotschiff und Tender für Schnellboote und es wurde nach 1943 beziehungsweise in den Folgejahren in Tarifa stationiert. In dieser Funktion verblieb die Calvo Sotelo bis in die frühen 1950er Jahre. Im Frühjahr 1952 in die Flottenreserve versetzt und in Cádiz aufgelegt, wurde das ehemalige Kanonenboot schließlich am 9. April 1957 außer Dienst gestellt und aus dem Flottenregister gestrichen. Die Abwrackung erfolgte vermutlich 1958.